# Повіт Каґава
Пові́т Каґа́ва (яп. 香川郡, かがわぐん, МФА: [kagawa guɴ]) — повіт в префектурі Каґава, Японія. Станом на 1 липня 2012 року його площа становила 14,23 км². Населення складало 3258 осіб, а густота населення — 229 осіб/км². До складу повіту входить містечко Наошіма. 